# Szymański Cove
Die Szymański Cove (englisch für polnisch Zatoka Szymańskiego) ist eine Bucht von King George Island im Archipel der Südlichen Shetlandinseln. Sie liegt zwischen dem Red Hill und dem Stranger Point an der Front des Polar Club Glacier.
Polnische Wissenschaftler benannten sie 1980 nach dem Geophysiker Antoni Szymański, Teilnehmer an diversen polnischen Antarktisexpeditionen.